# Чикабаль
Чикабаль (исп. Chicabal) — вулкан, расположенный на западе Гватемалы, в департаменте Кесальтенанго. Высота 2712 м. В кратере вулкана образовалось озеро «Лагуна Чикабаль» с сильно минерализованной водой, изумрудно-зелёного цвета. Вулкан и берега озера покрыты лесами.